# Aucapata
Aucapata ist eine Ortschaft im Departamento La Paz im südamerikanischen Anden-Staat Bolivien.

## Lage im Nahraum
Aucapata ist zentraler Ort des Municipios Aucapata in der Provinz Muñecas. Die Kleinsiedlung Aucapata liegt auf einer Höhe von 2126 m in einem Seitental des Río Llica, der über den Río Mapiri zum Río Beni fließt.

## Geographie
Aucapata liegt östlich des Titicacasees in der Anden-Gebirgskette der Cordillera Central. Das Klima der Region ist ein typisches Tageszeitenklima, bei dem die Temperaturen im Tagesverlauf stärkere Unterschiede aufweisen als im Jahresverlauf.
Die mittlere Jahrestemperatur der Ortschaft liegt bei 16 °C (siehe Klimadiagramm Aucapata), die Monatswerte schwanken zwischen knapp 14 °C im Juni/Juli und knapp über 17 °C von Oktober bis März. Der Jahresniederschlag im langjährigen Mittel beträgt 800 mm; während die Wintermonate Juni und Juli mit unter 10 mm Monatsniederschlag arid sind, erreichen die Sommermonate von Dezember bis März Werte von 100 bis 140 mm.

## Verkehrsnetz
Aucapata liegt 285 Kilometer entfernt von La Paz, der Hauptstadt des gleichnamigen Departamentos.
Von La Paz führt die asphaltierte Nationalstraße Ruta 2 in nördlicher Richtung 70 Kilometer bis Huarina, von dort die Ruta 16 über Achacachi und Puerto Carabuco über weitere 95 asphaltierte Kilometer bis Escoma. Dort biegt die Ruta 16 in nordöstliche Richtung ab und wird zu einer unbefestigten Straße. Nach 33 km zweigt in Italaque eine weitere unbefestigte Straße ab, die über Mocomoco nach Chuma und weiter nach Aucapata führt.

## Bevölkerung
Die Einwohnerzahl der Ortschaft war in den vergangenen beiden Jahrzehnten leichten Schwankungen unterworfen:
| Jahr | Einwohner | Quelle       |
| ---- | --------- | ------------ |
| 1992 | 218       | Volkszählung |
| 2001 | 183       | Volkszählung |
| 2012 | 228       | Volkszählung |
| 2024 |           | Volkszählung |

In Aucapata ist die Quechua-Bevölkerung vorherrschend, im Municipio Aucapata sprechen 87,8 Prozent der Bevölkerung Quechua.

## Geschichte
Nahe Aucapata befinden sich die Ruinenfelder von Iskanwaya, die aus dem ersten nachchristlichen Jahrtausend stammen und der Mollo-Kultur zugeschrieben werden.